# Forze armate della Guinea Equatoriale
Le Forze armate della Guinea Equatoriale (Fuerzas Armadas de la Guinea Ecuatorial in lingua spagnola, Forces Armées de Guinée Equatoriale in lingua francese, Forças Armadas da Guiné Equatorial in lingua portoghese) sono composte da 5 branche: dall'esercito, dalla marina militare, dall'aeronautica militare, dalla polizia e dalla gendarmeria. Sono composte in totale da circa 2.500 membri in servizio attivo (stime del 2000). L'esercito ha quasi 1.400 soldati, la polizia 400 paramilitari, la marina militare 200 membri in servizio e l'aeronautica militare circa 120 membri. C'è anche una Gendarmeria, ma il numero dei membri è sconosciuto. La Gendarmeria è una nuova branca in servizio attivo in cui la formazione e l'istruzione sono sostenute dalla Cooperazione militare francese nella Guinea equatoriale. Le nomine militari sono tutte esaminate dal presidente Teodoro Obiang e pochi dei miliziani nativi vengono da fuori dal clan Esangui dell'attuale Presidente. Obiang era un generale quando ha rovesciato suo zio, il dittatore Francisco Macías Nguema.
Nel complesso l'esercito è scarsamente addestrato e attrezzato. Ha principalmente armi di piccolo calibro, lancia razzi controcarro (RPG) e mortai. Quasi nessuno dei suoi veicoli o autocarri leggeri in stile sovietico è operativo.

## Storia
Le Forze Armate furono riorganizzate nel 1979. Nel 1988, gli Stati Uniti d'America donarono una nave da pattuglia di 68 piedi alla Marina militare equatoguineana per pattugliare la sua Zona economica esclusiva. La motovedetta statunitense Isla de Bioko non è più operativa. L'impegno militare USA a militare è rimasto dormiente dal 1997 (l'anno dell'ultimo esercizio congiunto di scambio combinato). Tra il 1984 e il 1992 i membri del servizio si recarono regolarmente negli Stati Uniti per il programma di formazione internazionale per l'educazione militare, dopodiché cessarono i finanziamenti per questo programma per la Guinea Equatoriale. Il governo ha speso il 6,5% del suo bilancio annuale (Prodotto interno lordo) per la difesa nel 2000 e il 4,5% del suo bilancio per la difesa nel 2001. Recentemente ha acquisito alcuni pezzi di artiglieria cinese, alcune motovedette ucraine e alcuni elicotteri da combattimento ucraini. Il numero di aeroporti pavimentati in Guinea Equatoriale può essere contato sulle dita di una mano e, come tale, il numero di aeroplani operati dall'aeronautica è piccolo. Gli equatoguneani si affidano agli stranieri per operare e mantenere questa attrezzatura in quanto non sono sufficientemente addestrati per farlo. Cooper e Weinert 2010 afferma che tutti gli aeromobili sono basati sul lato militare dell'Aeroporto Internazionale di Malabo.
Nel 2002, un rapporto diceva "Le compagnie petrolifere non considerano l'esercito della Guinea equatoriale - un prodotto di decenni di dominio dittatoriale - con molta fiducia: si crede che l'esercito abbia solo circa 1.320 uomini sotto le armi, la marina 120 e l'aviazione 100. Sette dei nove generali dell'Esercito sono parenti del Presidente, gli altri due sono della sua tribù, non esiste una chiara struttura di comando, il livello di disciplina è basso e la professionalità e l'addestramento sono quasi inesistenti, secondo la gente del posto e i lavoratori petroliferi stranieri, anche la guardia presidenziale - un'indicazione della mancanza di fiducia nelle forze del paese - è composta da 350 soldati marocchini". Un generale potrebbe essere il generale Agustin Ndong Ona riportato nel 2004.
Nel luglio 2010, dopo la visita del presidente del Brasile Luiz Inácio Lula da Silva, è stata annunciata la vendita di una corvetta di classe Barroso costruita in Brasile.
Il 6 novembre 2016, le Forze di Difesa dello Zimbabwe hanno inviato un contingente di addestramento alla Guinea Equatoriale per addestrare gli ufficiali ed i militari del paese su questioni operative e logistiche a seguito di una richiesta urgente da parte del paese dell'Africa occidentale. Il personale di sicurezza contingente è composto da membri dello Zimbabwe National Army e dell'Air Force of Zimbabwe.